# Spilornis
Spilornis és un gènere d'ocells rapinyaires diürns de la família dels accipítrids (Accipitridae). Tenen les potes llargues i primes, amb dits curts acabats en urpes potents i que s'alimenten principalment de rèptils. Coneguts com a 'serpentaris', viuen en àrees de selva a l'Àsia meridional i sud-est asiàtic.

## Taxonomia
Segons la classificació del Congrés Ornitològic Internacional (versió 12,2, 2022) aquest gènere conté 6 espècies:
- Serpentari comú (Spilornis cheela).
- Serpentari de les Nicobar (Spilornis klossi).
- Serpentari del Kinabalu (Spilornis kinabaluensis).
- Serpentari de Sulawesi (Spilornis rufipectus).
- Serpentari de les Filipines (Spilornis holospilus).
- Serpentari de les Andaman (Spilornis elgini).